# Allomenus
Allomenus is een geslacht van rechtvleugeligen uit de familie sabelsprinkhanen (Tettigoniidae). De wetenschappelijke naam van dit geslacht is voor het eerst geldig gepubliceerd in 1899 door Saussure.

## Soorten
Het geslacht Allomenus  is monotypisch en omvat slechts de volgende soort:
- Allomenus bimacula (Saussure, 1899)